# Alter Hof (Leipzig)

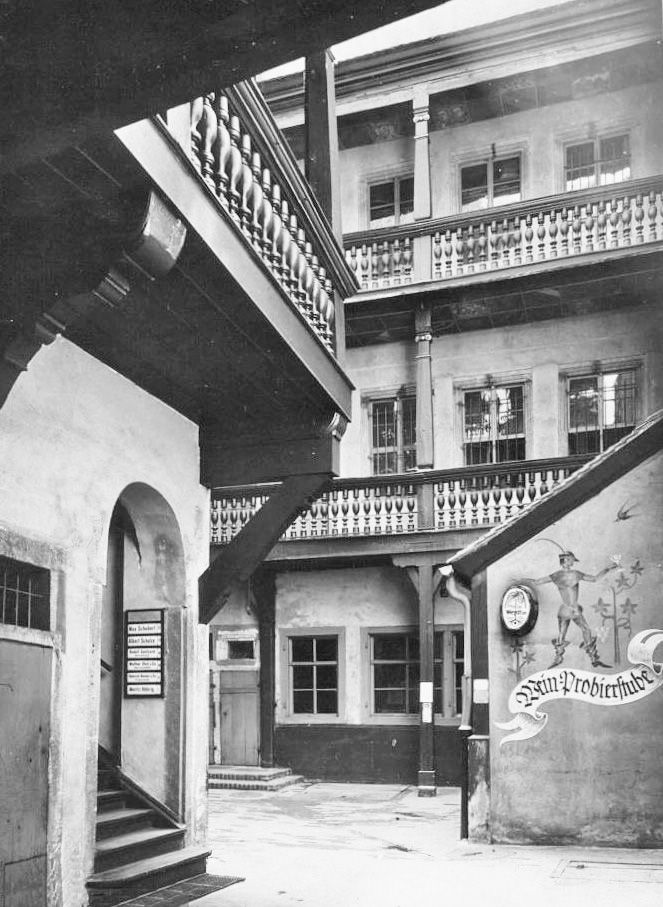
Hofbereich 1930

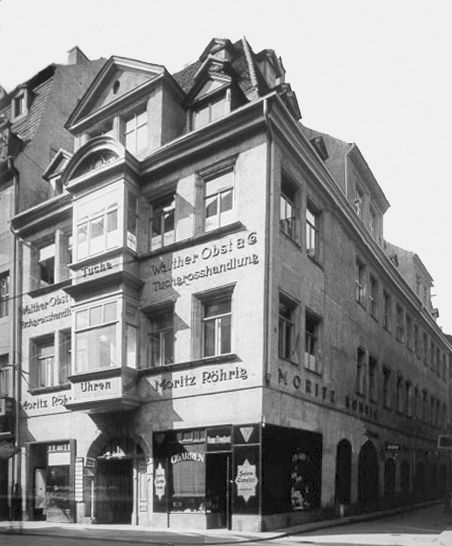
Straßenseite um 1900

Alter Hof war der Name eines Wohn- und Geschäftshauses in Leipzig. Es stand an der Reichsstraße 27 / Ecke Böttchergäßchen und wurde im Zweiten Weltkrieg zerstört.
Das dreigeschossige Gebäude war ein Renaissancebau aus dem Jahre 1603. Über einem Rundbogenportal erhob sich ein Erker über zwei Etagen. Der Hof war auf drei Seiten von für die Erbauungszeit typischen Laubengängen umgeben.
Im Jahr 1928 erfolgte eine umfangreiche Sanierung, wobei unter anderem die Kassettendecken der Holzgalerien mit Bildern vom alten Leipzig und mit Porträts von Personen der Leipziger Stadtgeschichte ausgeschmückt wurden. Erst jetzt bürgerte sich der Name „Alter Hof“ ein. Er war zwar nicht der älteste der Stadt, gehörte aber zu den am besten erhaltenen.
Bei einem Luftangriff auf Leipzig am 4. Dezember 1943 wurde das Gebäude vollkommen zerstört. Jetzt befindet sich hier die nordöstliche Ecke des zwischen 1962 und 1964 errichteten Wohnkarrees zwischen Reichs- und Katharinenstraße.